# 4 (číslo)
4 (čtyři, čtyřka) je přirozené číslo, které následuje po číslu tři a předchází číslu pět. Čtyřka je první složené číslo (tedy „neprvočíslo“ po čísle jedna). Římská číslice čtyři je „IV“ nebo „IIII“. Tutéž číselnou hodnotu má i hebrejské písmeno dalet.

## Jazykově
- V Číně čtyřka platí za nešťastné číslo, neboť zní podobně jako čínský výraz pro smrt.
- Také v Japonsku je čtyřka nešťastné číslo, neboť shi, shii znamená čtyři, smrt, nebo rubáš.
- Latinský výraz pro číslo čtyři je quattuor, čtvrtý quartus nebo quadrus se dostal i do českého jazyka např. kvartál, kvarta, kvartet, kvádr, kvadrát, kvadrienále.
- Řecká předpona pro čtyři je τετρα- (tetra-) a můžeme ji najít v různých slovech, např. tetralogie, Tetrapoda, tetraedr, tetrachord.

## Matematika
- Plocha, která má čtyři strany, je čtyřúhelník. Geometrické těleso se čtyřmi stěnami je čtyřstěn – tetraedr.
- Problém čtyř barev říká, že libovolnou politickou mapu lze obarvit pouze čtyřmi barvami, aby žádné dva sousedící státy neměly stejnou barvu.

## Přírodní vědy
- Řečtí filosofové viděli čtyři základní elementy – oheň, voda, země a vzduch
- Čtyři je protonové číslo beryllia.
- Čtyři palice – skalní útvar

## Kultura
- Existují čtyři základní světové strany.
- Kalednář se dělí na čtyři roční období.

V názvech děl
- Čtyři svatby a jeden pohřeb – britský film
- Čtyři vraždy stačí, drahoušku – český film
- Čtyři z tanku a pes – polský televizní seriál
- Čtyři z tanku a pes – román Janusze Przymanowského
- Čtyři a půl kamaráda – román Joachima Friedricha

## Doprava
- Linka 4
- Dříve se též na železnici označovaly ty nejjednodušší vagóny (většinou nezastřešené) jako vozy 4. třídy; byly však nedlouho po svém zavedení zrušeny.

## Roky
- 4
- 4 př. n. l.